# 16225 Georgebaldo
A 16225 Georgebaldo (ideiglenes jelöléssel 2000 DF71) a Naprendszer kisbolygóövében található aszteroida. A LINEAR projekt keretében fedezték fel 2000. február 29-én.